# Chotów (przystanek kolejowy)
Chotów – nieczynny wąskotorowy kolejowy przystanek osobowy w Chotowie, w województwie łódzkim, w Polsce.